# 帕洛斯弗迪斯庄园
帕洛斯弗迪斯庄园（Palos Verdes Estates）是美国加利福尼亚州洛杉矶县的一座城市，位于帕洛斯弗迪斯半岛。这个城市由景观设计师弗雷德里克·法奥尔姆斯特德（Frederick Law Olmsted）总体策划，位于南加州太平洋的海岸线。2010年人口普查的人口为13,438人，高于2000年人口普查中的13,340人。根据2000年美国人口普查，帕洛斯弗迪斯庄园是美国第81个最富有的地方，至少有1000户家庭富人（根据人均收入）。福布斯在2007年的一项研究中，90274邮政编码（覆盖帕洛斯弗迪斯庄园和罗灵丘陵市）被列为高房价的美国邮政编码中第47位最昂贵的住宅区。帕洛斯弗迪斯也因其高绩效学校而闻名遐迩，二十一世纪前十年和二十年代在各种国家出版物分别排名高中第8，第44位。